# Ābgūhī
Ābgūhī (persiska: آبكوهی, مِيدانی, Ābkūhī, آبگوهی) är en ort i Iran.   Den ligger i provinsen Hormozgan, i den sydöstra delen av landet, 1 400 km sydost om huvudstaden Teheran. Ābgūhī ligger 16 meter över havet och antalet invånare är 409.
Terrängen runt Ābgūhī är platt. Havet är nära Ābgūhī åt sydost.  Närmaste större samhälle är Bayahi, 13,9 km väster om Ābgūhī. 